# Invidious Dominion
Invidious Dominion – jedenasty album studyjny amerykańskiej grupy muzycznej Malevolent Creation. Wydawnictwo ukazało się w Stanach Zjednoczonych 24 sierpnia 2010 roku nakładem wytwórni muzycznej Nuclear Blast. W Europie płyta została wydana 27 sierpnia 2010 roku nakładem Massacre Records. Nagrania zostały zarejestrowane w Mana Recording Studios w St. Petersburgu w stanie Floryda we współpracy z producentem muzycznym Erikiem Rutanem.

## Lista utworów
Opracowano na podstawie materiału źródłowego.
1. „Intro” – 0:33
2. „United Hate” – 3:31
3. „Conflict Finalized” – 3:31
4. „Slaughter House” – 4:11
5. „Compulsive Face Breaker” – 3:18
6. „Lead Spitter” – 3:23
7. „Target Rich Environment” – 3:39
8. „Antagonized” – 3:39
9. „Born Again Hard” – 3:16
10. „Corrupter” – 3:52
11. „Invidious Dominion” – 3:01

## Twórcy
Opracowano na podstawie materiału źródłowego.

- Brett Hoffmann – wokal prowadzący
- Phil Fasciana – gitara rytmiczna, gitara prowadząca
- Gio Geraca – gitara rytmiczna, gitara prowadząca
- Jason Blachowicz – gitara basowa
- Gus Rios – perkusja
- Jerry Mortellaro – gitara prowadząca (utwór 11)
- Erik Rutan – produkcja muzyczna, inżynieria dźwięku, miksowanie
- Alan Douches – mastering
- Eric Koondel – inżynieria dźwięku (przedprodukcja)
- Rob Kimura – oprawa graficzna
- Pär Olofsson – okładka
- Mike Gearheart – zdjęcia